# Kotoko
Xem thêm: Kotoko (định hướng)
KOTOKO (コトコ sinh ngày 19 tháng 1 năm 1980) là nữ ca sĩ J-pop người Nhật đến từ Sapporo, Hokkaidō; cô đã phát hành được năm album (ba album hợp tác với Geneon và hai album hợp tác với I've Sound), 12 maxi single (trong tổng số 17) và hai DVD từng được lên kế hoạch ra mắt ở Mỹ. Cô cũng soạn và phổ lời cho rất nhiều bài hát (của chính cô cũng như của các ca sĩ khác trong I've Sound). Cô thường xuyên hợp tác với nhà sản xuất I've Sound, và một số ca khúc đó được chọn dùng trong nhiều anime và trò chơi điện tử, bao gồm Onegai Teacher, Mahou Shoujo Tai Arusu, Onegai Twins, Ren'ai CHU!, Maria-sama ga Miteru, Hourglass of Summer, Hayate no Gotoku, Colorful Kiss, Kannazuki no Miko, Starship Operators, Shakugan no Shana, BlazBlue: Calamity Trigger và Blazblue: Continuum Shift.

## Tiểu sử
KOTOKO sinh ra tại thành phố Sapporo, Nhật Bản vào ngày 19 tháng 1. Khi vẫn còn ngồi trên ghế tiểu học, cô luôn tin rằng chất giọng của mình sẽ ảnh hưởng nhiều đến sự nghiệp sau này và đã cố gắng luyện thanh càng nhiều càng tốt. Ngoài chương trình giáo dục bắt buộc, KOTOKO đã nhập học vào một nhạc viện tên là Haura, nơi cô cố gắng thể hiện toàn vẹn tài năng âm nhạc của mình.
Cô trở thành ca sĩ chuyên nghiệp vào năm 1999. Giọng ca của cô đã gây ấn tượng với ban nhạc I've Sound, một nhóm các nhà sản xuất liên kết với Visual Art's chuyên tận dụng chất giọng của nhiều ca sĩ tài năng khác nhau cho các sản phẩm của họ - chủ yếu là dùng trong soudntrack của các loại trò chơi như dating sim, eroge và visual novel. Từ đó, KOTOKO đã trình bày các ca khúc chủ đề dạo đầu và kết thúc cho một số ít anime và đạt được những thành quả đáng kể trong hai album phát hành cho I've Sound. Album thứ hai của cô, Garasu no Kaze, phát hành trong tháng 6 năm 2005 đã được nhiều cộng đồng Internet ca ngợi. Ngày 13 tháng 10 năm 2005, cô phát hành bốn đĩa maxi single, trong đó lấy một bài hát từ album Garasu no Kaze, "421: A Will" và bài hát B-side của nó gọi là "Shuusou" (秋爽 The Refreshing Autumn Breeze), xuất hiện trong album thứ ba của cô, Uzu-Maki.
Mặc dù tên cô không được liệt kê trong website chính thức của Geneon, KOTOKO thật sự đã phát hành bốn album cho nhãn đĩa này. Album đầu tiên là Sora o Tobetara, phát hành trong năm 2000. Nhiều track nhạc từ album này sau đó đã được tái thu âm và lồng vào album đầu tiên mà cô phát hành cho I've Sound, Hane (羽 -hane- Feather), và nó được tính là album đầu tay của KOTOKO. Đĩa CD đầu tiên của cô trong I've Sound có tên là "Dear Feeling" (chỉ ra mắt trong sự kiện Comiket 59) cùng với cựu ca sĩ Aki. Cô cũng góp mặt vào I've Girls Compilation Album Vol.3 "Disintegration", một loạt album với nhiều bài hát khác nhau do các ca sĩ của I've Sound trình bày.
Buổi biểu diễn chính thức đầu tiên của KOTOKO tại Hoa Kỳ cũng chính là buổi hòa nhạc đầu tiên thành công nhất của cô ở nước này, tổ chức nhân dịp Anime Expo 2005, ngay sau KOTOKO Lax Tour. Lúc bấy giờ các nhạc phẩm mang phong cách hybrid-pop và techno beats do cô soạn đã gây tiếng vang xa ra khỏi Thái Bình Dương, lời của các ca khúc do KOTOKO viết đã trở nên thân thuộc với hàng ngàn người hâm mộ J-pop/anime ở Bắc Mỹ.
Năm 2009, cô viết ca khúc SCREW dành cho bộ phim live-action Assault Girls của đạo diễn Oshii Mamoru. Bài hát 蒼-iconoclast được chọn làm ca khúc mở đầu của phiên bản console game nổi tiếng: BlazBlue: Calamity Trigger.

## Danh sách đĩa nhạc
- 2000: Sora wo Tobetara (夢を求めて…?)
- 2004: Hane
- 2005: Garasu no Kaze (硝子の靡風?)
- 2006: Uzu-Maki
- 2009: Epsilon no Fune (イプシロンの方舟?)

## Xuất hiện tại Bắc Mỹ
- Anime Expo 2005: Anaheim, California, Hoa Kỳ (1-4 tháng 7 năm 2005)
  - Anaheim Convention Center
- Anime North 2006: Toronto, Ontario, Canada (26-28 tháng 5 năm 2006)
  - Toronto Congress Centre, Doubletree International Plaza Hotel
- YTV 2006: Toronto, Ontario, Canada (26 tháng 5 năm 2006)
  - YTV Studios
- A-Kon 2006: Dallas, Texas, Hoa Kỳ (9-11 tháng 6 năm 2006)
  - Adam's Mark Hotel